# Ancuaque
Ancuaque es un pequeño poblado Aymara del altiplano de la Región de Tarapacá (Chile), ubicado a 37 km de Colchane y a  10 km de Cariquima. Sus habitantes viven de la agricultura, ganadería, artesanía y turismo. 

## Turismo
Este poblado se encuentra  en las faldas del Nevado Cariquima o Mama Huanapa, además,  a través de la ruta thakhinaka patha, se pede cruzar la cordillera del Sillajhuay, llegando al poblado de Lirima.

## Fiestas religiosas
- El día 2 de febrero se celebra a la virgen de la candelaria.